# Клевец
Клеве́ц (от «клюв») — односторонний клювовидный выступ на холодном оружии для нанесения точечного удара, впоследствии на Руси развившийся в боевой молот с таким клювом (молот-клевец, «молот с клювом сокола»), имевший ударную часть в форме клюва, плоского, гранёного или круглого в сечении, который мог быть разной длины, чаще в разной степени изогнутым книзу.
Обычно клюв (клевец) был скомбинирован с молотком, реже — с топориком. На Руси применялись только короткодревковые разновидности, тогда как в Западной и Центральной Европе, а также на Дальнем Востоке были в ходу и длиннодревковые типы такого оружия, такие, как люцернский молот. Другие значения слова клевец (стар.) на Руси (в России):
- Двухсторонний топорик для «ковки» (насечки)[4] жерновов (XVI—XVII веков);
- Большое сверло (XVII век).[5][6]

## История
В середине II тысячелетия до нашей эры у воинов кротовской культуры (эпоха развитой бронзы) в лесостепной части Обь-Иртышского междуречья появились протоклевцы в виде жезлов с навершием в виде головы длинноклювой птицы, вырезанном из прочного отростка лосиного рога. Это оружие было не только знаком социального ранга, но и было вполне функционально.
Свое развитие это оружие получило в эпоху поздней бронзы, в момент перехода к эпохе раннего железа и появлению железных орудий. В культурах кочевников Центральной Азии эпохи поздней бронзы использовались бронзовые чеканы, представлявшие собой круглую трубку-втулку с прикрепленным сбоку плоским, длинным листовидным лезвием, похожим на кинжал, но укрепленным ребрами жесткости. Оружие использовалось как и топор, потому лезвие изготавливалось с небольшим наклоном по отношению к втулке, это создавало угол между рукоятью и лезвием, который позволял перенести центр действия удара на черенок и свести отдачу к минимуму. С распространением железа появилась возможность изготавливать ударную часть чекана слегка изогнутой в соответствии с траекторией удара, а обух снабдили специальным молоточком, который тоже использовался для нанесения ударов. Такое оружие археологи называют клевцом. Рукояти клевцов пазырыкской культуры снабжались металлическими колпачками-втоками. Наличие такой детали предполагает наличие сложных фехтовальных приемов владения клевцом.

## Терминология
В русскоязычных источниках нет единого мнения о применении названий «чекан» и «клевец». В литературе, в том числе и археологической, они часто равнозначно применяются для обозначения клевцов, как древних, так и средневековых. Впервые определение клевца было дано историком-оружиеведом Э. Ленцем в 1908 году как подвид чекана, выкованный отогнутым вниз на подобие клюва и эквивалентный германскому оружию «клюв попугая». Чекан определялся Ленцем как боевой молот с острием на одной стороне. В более ранних работах Э. Э. Ленц в своих описаниях, наряду с терминами «чекан-клевец», «чекан-молоток» или «топорок», применяет для конкретно молотка с клевцом общее название «чекан», а для его ударных частей — «клевец» и «обух», что в целом соответствует определению Кирпичникова. В современной классификации оружия клевец считается одновременно и синонимом и подтипом чекана. В. А. Кисель предложил разделять чекан и клевец по типу бойка: ножевидному или стержневидному. В контексте археологии древних обществ Евразии на сегодняшний день наиболее убедительна и употребительна идея, предложенная М. П. Грязновым в 1956 году: называть прямые клевцы чеканами, а изогнутые — клевцами.
Клевец с топориком вместо молотка относится к типу топорика-чекана. Также его принято называть кавалерийским топором.
Словарь русского языка XI—XVII веков впервые фиксирует употребление слова по отношению к оружию в описи 1589 года: «Клевецъ турской с обушкомъ», а по отношению к ударному элементу оружия (чекана) в описи Оружейной палаты 1885 года

«Чекан XVI века, князя Василия Ивановича Туренина-Оболенского… он состоит из клевца с молотком, насаженных на черен клевец с молотком железные; клевец длинный дорожчатый, нос загнут книзу, комель четырёхгранный.

Чекан казачий XVII века… молоток четырёхгранный с уступами, клевец гранёный, черен деревянный».

## Устройство
Прилив в форме молотка мог иметь различную ударную поверхность: гладкую, шипастую, пирамидальную, конусную, с какой-либо фигуркой или монограммой. Последние два вида предназначены, чтобы отпечататься на поверженном противнике. Вместо молотка, клевец может быть скомбинирован также с топориком.
Имеется вариант польского наджака, когда на месте молоточка находится навершие (било) булавы-буздыгана.
Общая масса 1—1,5 кг. Древко длиной в 60—80 см. Короткое древко европейских и восточных молотов часто было полностью из железа и снабжалось рукояткой, рассчитанной для одной или двух рук. Сверху часто имелось направленное вверх остриё (по-русски — копьецо). Клевец традиционно применялся в комбинированном оружии.

## Использование и история
Клевцы предназначались для ближней рукопашной схватки, часто ими вооружались всадники. Клевец сочетает высокую пробивную способность (удар приходился на малую площадь) с удобством и небольшим весом. Такое оружие способно пробить разные виды доспехов, хотя существует и большая вероятность его застревания.
Имеются не очень давние примеры применения оружия подобной схемы, с использованием камня, дерева или кости (рога), различными народами, например, австралийскими аборигенами. Металл же для клевцов стали использовать ещё с бронзового века. В Средневековье они известны с X века. Клевцы распространились в странах, находящихся под влиянием ислама и спорадически — в Западной Европе. Считается, что, например, в Польшу они пришли из Турции через Венгрию (старопол. czakan, czera из венг. csokany и тур. czakmak). Всюду стали применяться в кавалерии с середины XV века как дополнительное (к мечу) оружие в. Особую популярность клевцы приобрели в Европе и на Руси в XV—XVII веках. Они также были популярны у польско-
литовских гусаров. С исчезновением пластинчатых доспехов, клевцы оставались в качестве атрибута воинского начальства (в германских государствах, итальянских государствах и других), а также казачьих и разбойничьих атаманов. В это время они часто снабжались ввинчивающимися в рукоятку кинжалами. В Польше, в XVIII веке, в связи с запретом на его ношение шляхтой, клевец видоизменился в гражданское оружие (то есть оружие самообороны) — обух.
На Руси чекан служил знаком начальнического достоинства. Его брали в поход и тогда возили на седле, помещая наконечником в петлю, прикреплённую к пуговке, обшитой сафьяном и вышитой золотом или серебром.
- Шведский кавалерийский топор с клевцом.
- Алебарда европейского бронзового века.
- Австралийский боевой топор.
- Клевец польских всадников (Наджак), XVII век.

## Региональные типы и названия
У славян это оружие имело названия: клевець, келевець, келеп, келеф, чекан, фокош (последнее — также венгерское название валашки). В Западной Европе это были рыцарские молоты или кавалерийские молоты. Также имелись такие названия как вороний клюв — в Испании, Франции (старофр. bec de corbin), клюв сокола — в Италии, Франции (старофр. bec de faucon), клюв попугая или попугай — в Германии и Польше, наджак или надзяк (от тур. nadzak) в Польше.
На Востоке использовались: кулюк-балта — у татар, загнал (вороний клюв) — в индо-иранском регионе, табар — в Персии, лохар — на афгано-пакистанской границе. На Востоке, среди военных и у гражданского населения, подобное оружие продержалось дольше, чем в Европе. В XVII—XIX вв. оно было популярно в индо-персидском регионе под одинаковым названием «вороний клюв». В Индии изготовлялось и комбинированное оружие.
Аналогами клевцов являются эспонтонные томагавки североамериканских индейцев Нового времени. Более отдалённые сходство имеют китайские длиннодревковые гэ и полностью железные фанг. В Индии известен также посох факира (bairagi). Японский боевой серп кама-яри напоминает внешним видом клевец, но является колюще-режущим оружием, не обладает дробящими свойствами.